# 870

870(팔백칠십)은 869보다 크고 871보다 작은 자연수다.

## 수학
- 합성수로, 그 약수는 총 16개다. (1, 2, 3, 5, 6, 10, 15, 29, 30, 58, 87, 145, 174, 290, 435, 870)
  - 870의 진약수의 합은 1290이므로, 870은 과잉수다.
  - 제곱 인수가 없는 46번째 과잉수다. 이 성질을 지닌 앞의 수는 858, 다음 수는 894다. (OEIS의 수열 A087248)
- 12번째 십오각수다. 앞의 십오각수는 726, 다음은 1027이다.
- {\displaystyle 870=67+71+73+79+83+89+97+101+103+107}
  - 연속하는 소수(素數) 10개의 합으로 나타낼 수 있는 수다. 이 성질을 지닌 앞의 수는 824, 다음 수는 912이다.
- {\displaystyle 870=29\times 30}
  - 연속하는 두 자연수의 곱으로 나타낼 수 있는 수다. 이 성질을 지닌 앞의 수는 812, 다음 수는 930이다.
- {\displaystyle 870=2^{2}+9^{2}+16^{2}+23^{2}}
  - 공차가 7인 네 자연수의 제곱합으로 나타낼 수 있는 수다. 이 성질을 지닌 앞의 수는 774, 다음 수는 974다.
- {\displaystyle 59^{2}-1}은 870으로 나누어떨어진다.

## 과학
- NGC 870(독일어판, 프랑스어판): 양자리 방향에 있는 타원은하.
- 870 만토(영어판): 소행성.

## 교통

### 항공
- 이타비아 항공 870편 추락 사고

### 도로
- 870번 홋카이도도(일본어판)

## 군사
- 870 해군 항공대(영어판): 과거 존재한 영국의 해군 항공대.
- U-870(영어판, 독일어판): 제2차 세계 대전에 사용된 나치 독일의 군용 잠수함.

## 문화유산
- 대한민국의 보물 제870호: 호조랑관계회도

## 기타
- 연도: 870년, 기원전 870년
- 870년대
- 한국십진분류법에서 스페인 문학 및 포르투갈 문학에 관한 책들이 분류되는 번호.